# ナリッサラーヌワッティウォン
ナリッサラーヌワッティウォン王子（チャオファー位、1863年 - 1947年）はタイ君主・ラーマ4世（モンクット）の子息。ナリット王子、ナリス王子とも。土木関係の専門家であり、タイの様式と西洋の様式を交合した数々の名建築を生んだ。また、文化・芸術の保護育成に努めたこともあって、（タイの）芸術の父とも称される。チトラポン家の始祖でもある。以下、ナリットと表記する。

## 伝記
幼少期に、ダムロン王子と共に英語、クメール語、パーリ語等の言語や、文化・芸術を学ぶ。1888年からは英領・ペナン、シンガポール、ビルマ（現ミャンマー）などへ留学し軍事および土木技術を学んだ。帰国の後は建設省土木局局長に就任。この後、バンコク - ナコーンラーチャシーマー間およびウォンウィエンヤイ（バンコク都内） - ペッチャブリー間の鉄道を整備した。中華街であり、1980年代までバンコクの経済の中心として機能してきたヤオワラート通りもこのころのナリットによる建設である。同時期、これらの交通の整備の他、電信・通信の整備も行っており、ナリットはタイの近代化政策、いわゆるチャクリー改革においてインフラ整備を行った人物であった。
その後、ナリットの行政能力は異母兄弟であるラーマ5世（チュラーロンコーン）の評価を受け、大蔵大臣に任命された。後に国防大臣に任命された。国防省においてナリットは1899年に参謀本部を設置し参謀部長となった。1905年、今度は宮内大臣に就任し、宮内の風紀を取り締まった。1909年の辞任の後は枢密院顧問、摂政、タイ学士院総裁などを歴任した。
この様な行政官としての性格とは裏腹に、ナリットは考古学や芸術分野等に置いて非常に多くの知識を有しており、当時に置いては第一級の文化人と見なされていた。その文化活動は、前述の文化・芸術の保護育成だけでなく、作詩やラコーンの台本などの執筆業から作曲・演奏の音楽、土木技術の知識を生かした建築まで多岐に渡った。中でも音楽分野ではカメーン・サイヨークの作曲、建築分野ではワット・ベンチャマボピットの設計などがナリットによる傑作として有名である。